# 末世孤雄
《末世孤雄》，日文原名直译《在遍地都是喪屍的世界裡唯獨我不被襲擊》，是裏地ろくろ原創、編寫的成人情色輕小說，2013年1月9日連載於成為小說家吧。本作後來也改編成漫畫和電子遊戲。
2024年2月1日宣佈動畫化，預定於2026年在AT-X播出。

## 故事簡介
主人公武村雄介是一名前上班族，在公司破產後一度躲在家裡，當他試圖離開家時，卻遭到可疑男子的襲擊，因健康狀況惡化，最終他選擇在家中休養。之后當雄介再次甦醒時發現這座城市已到處都是喪屍，他嘗試外出時，出於某種原因，喪屍沒有攻擊他的跡象。

## 登場人物
以下為遊戲中的聲優。

### 主要人物
武村雄介
本作主人公。在喪屍爆發初期時被襲擊而感染，但與其他感染者不一樣並沒有成為喪屍，也因此不會被除智慧體外的喪屍襲擊。
黒瀨時子（聲：柚原美羽）
藤野深月（聲：葉月雨）
牧浦沙耶香（聲：橘真央）

## 出版書籍
2016年2月12日發行輕小說單行本，漫畫於2021年6月25日在Comic Ragchew上連載、單行本則於2022年3月4日發售，日文版由Frontier Works發售。

### 輕小說
| 卷數 | Frontier Works | Frontier Works         |
| 卷數 | 發售日期       | ISBN                   |
| ---- | -------------- | ---------------------- |
| 1    | 2016年2月12日  | ISBN 978-4-86134-860-0 |
| 2    | 2016年8月12日  | ISBN 978-4-86134-901-0 |
| 3    | 2017年3月11日  | ISBN 978-4-86134-986-7 |

### 漫畫
| 卷數 | Frontier Works | Frontier Works         | 青文出版社    | 青文出版社             |
| 卷數 | 發售日期       | ISBN                   | 發售日期      | ISBN                   |
| ---- | -------------- | ---------------------- | ------------- | ---------------------- |
| 1    | 2022年3月4日   | ISBN 978-4-866-57524-7 | 2024年3月20日 | ISBN 978-626-383-480-4 |
| 2    | 2023年1月4日   | ISBN 978-4-866-57628-2 | 2025年5月14日 | ISBN 978-626-422-504-5 |
| 3    | 2024年2月5日   | ISBN 978-4-866-57736-4 | 2025年7月10日 | ISBN 978-626-422-650-9 |
| 4    | 2025年4月4日   | ISBN 978-4-866-57736-4 |               |                        |

## 電視動畫
Frontier Works於2024年2月1日宣佈動畫化，於AT-X播出。

## 衍生作品
SPERMATION旗下品牌“SEACOXX”於2015年2月20日發行成人電子遊戲的日版下載版、2016年發行盒裝版。續集Vol 2和Vol 3分別在2018年的3月30日和4月13日發行、而外傳Vol 0則是於同年4月27日發行。

## 迴響
本作已累計突破發售38萬本。本作在2021年的網路流行語大賞中以“男の人っていつもそうですね…!私たちのことなんだと思ってるんですか!?”獲得銀賞、並且在同年《Comic Seymour》的青年漫畫中以排名第一獲獎。

## 外部連結
- 成為小說家吧 （页面存档备份，存于）（日語）
- Vol 1 （页面存档备份，存于） - 電子遊戲（日語）
- Vol 2、3、0 （页面存档备份，存于） - 電子遊戲（日語）
- Comic Ragchew （页面存档备份，存于）（日語）